# Porina farinosa
Porina farinosa är en lavart som beskrevs av C. Knight. Porina farinosa ingår i släktet Porina och familjen Porinaceae.   Inga underarter finns listade i Catalogue of Life.